# Аризона Експрес
Аризона Експрес (англ. Arizona Express) — американська кримінальна драма режисера Тома Бакінхема 1924 року.

## У ролях
- Полін Старк — Кетрін Кейт
- Евелін Брент — Лола Ніколс
- Енн Корнуолл — Флоренс Браун
- Гарольд Гудвін — Девід Кейт
- Девід Батлер — Стів Батлер
- Френсіс МакДональд — Віктор Джонсон
- Френк Біл — суддя Ештон
- Вільям Гамфрі — Генрі МакФарлейн
- Отто Гоффман — співробітник ресепшна
- Бад Джеймісон — водій